# 1. divisjon 1956/57
Die Saison 1956/57 war die 18. Spielzeit der 1. divisjon, der höchsten norwegischen Eishockeyspielklasse. Meister wurde zum ersten Mal in der Vereinsgeschichte überhaupt Tigrene.

## Modus
In der Hauptrunde absolvierte jede der acht Mannschaften insgesamt 14 Spiele. Der Erstplatzierte der Hauptrunde wurde Meister. Für einen Sieg erhielt jede Mannschaft zwei Punkte, bei einem Unentschieden gab es einen Punkt und bei einer Niederlage null Punkte.

## Hauptrunde
Tabelle
|    | Klub                       | Sp | S  | U | N  | Tore   | Punkte |
| -- | -------------------------- | -- | -- | - | -- | ------ | ------ |
| 1. | Tigrene                    | 14 | 11 | 2 | 1  | 96:31  | 24     |
| 2. | Allianseidrettslaget Skeid | 14 | 11 | 1 | 2  | 65:29  | 23     |
| 3. | Gamlebyen                  | 14 | 10 | 1 | 3  | 99:33  | 21     |
| 4. | Vålerenga Ishockey         | 14 | 7  | 0 | 7  | 54:77  | 14     |
| 5. | Sinsen                     | 14 | 6  | 1 | 7  | 54:64  | 13     |
| 6. | Høvik                      | 14 | 4  | 1 | 9  | 33:61  | 9      |
| 7. | Hasle                      | 14 | 3  | 1 | 10 | 45:77  | 7      |
| 8. | Ski- og Ballklubben Drafn  | 14 | 0  | 1 | 13 | 27:101 | 1      |

Sp = Spiele, S = Siege, U = unentschieden, N = Niederlagen, OTS = Overtime-Siege, OTN = Overtime-Niederlage, SOS = Penalty-Siege, SON = Penalty-Niederlage